# 水交社 (臺南市)

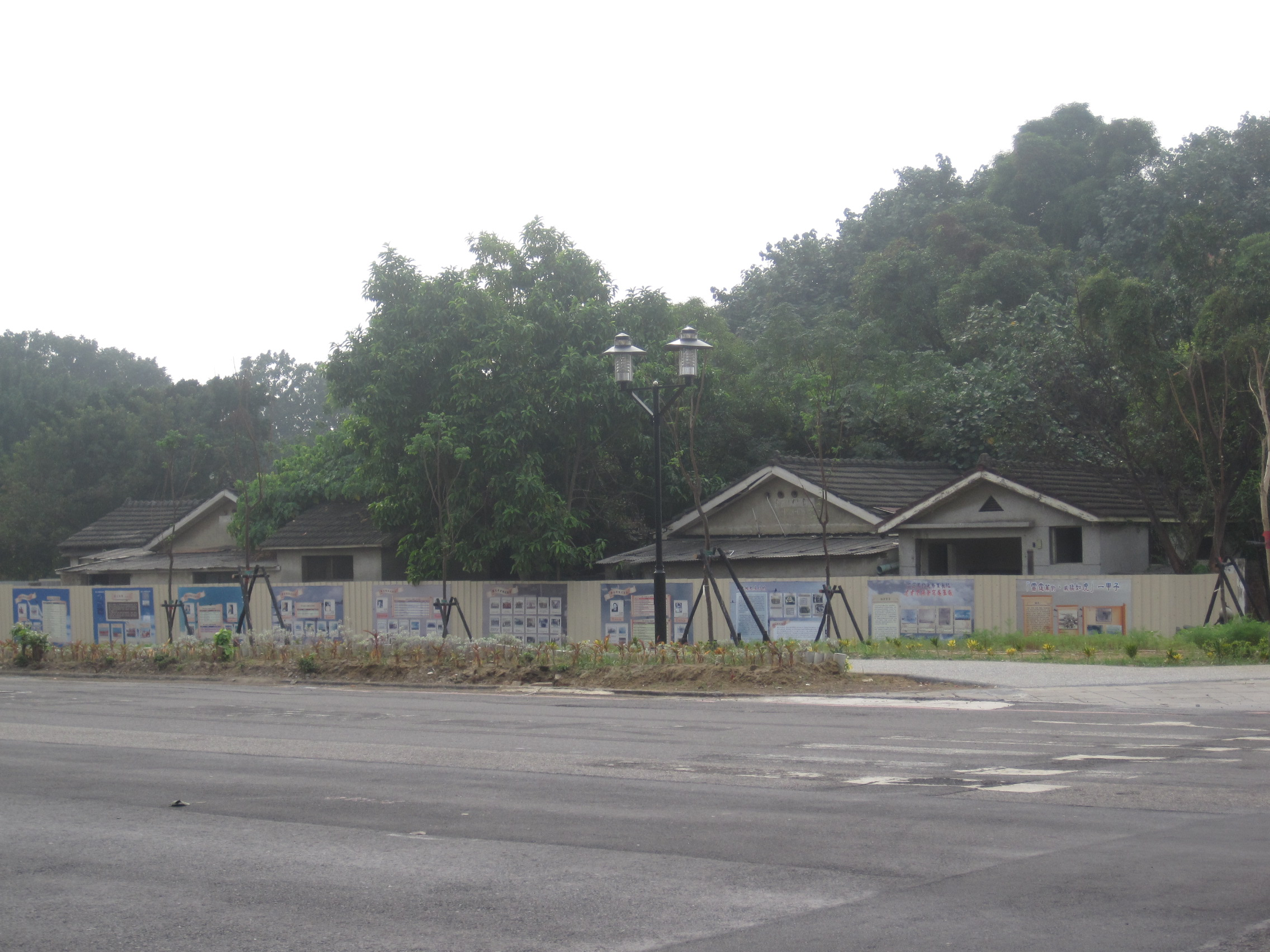
臺南水交社的將級宿舍

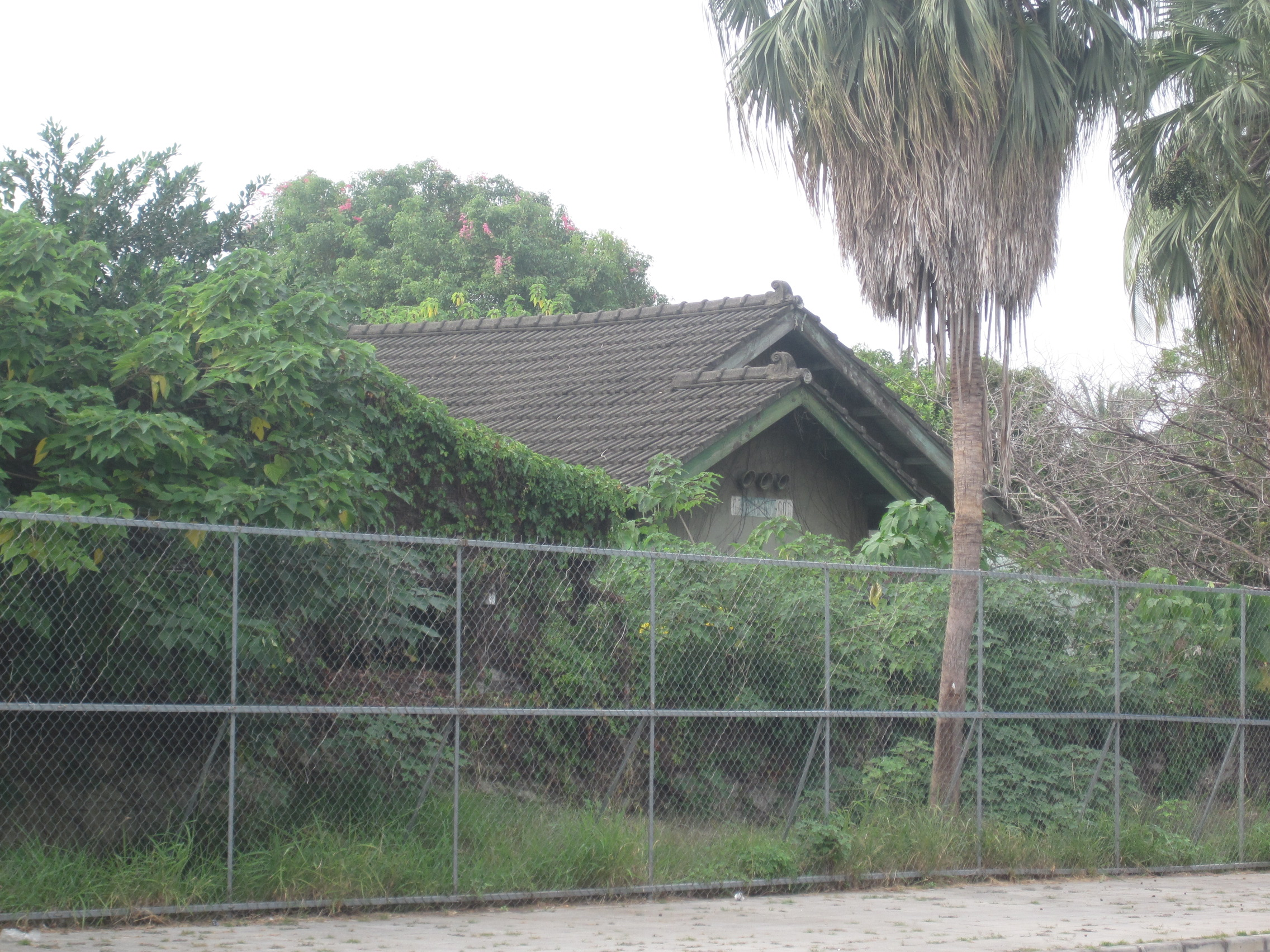
臺南水交社的校級宿舍

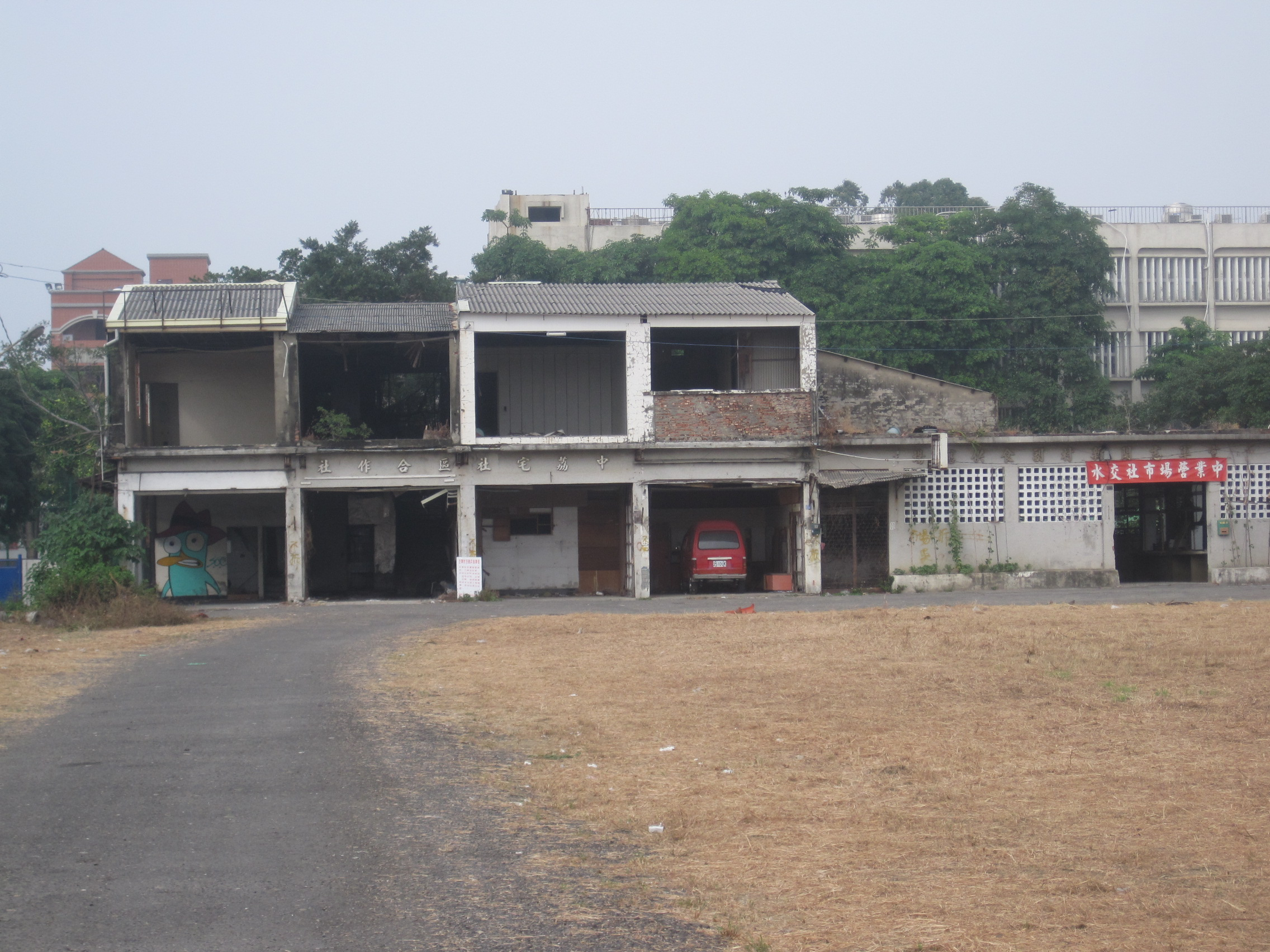
臺南水交社的建築（後方為台南高商）

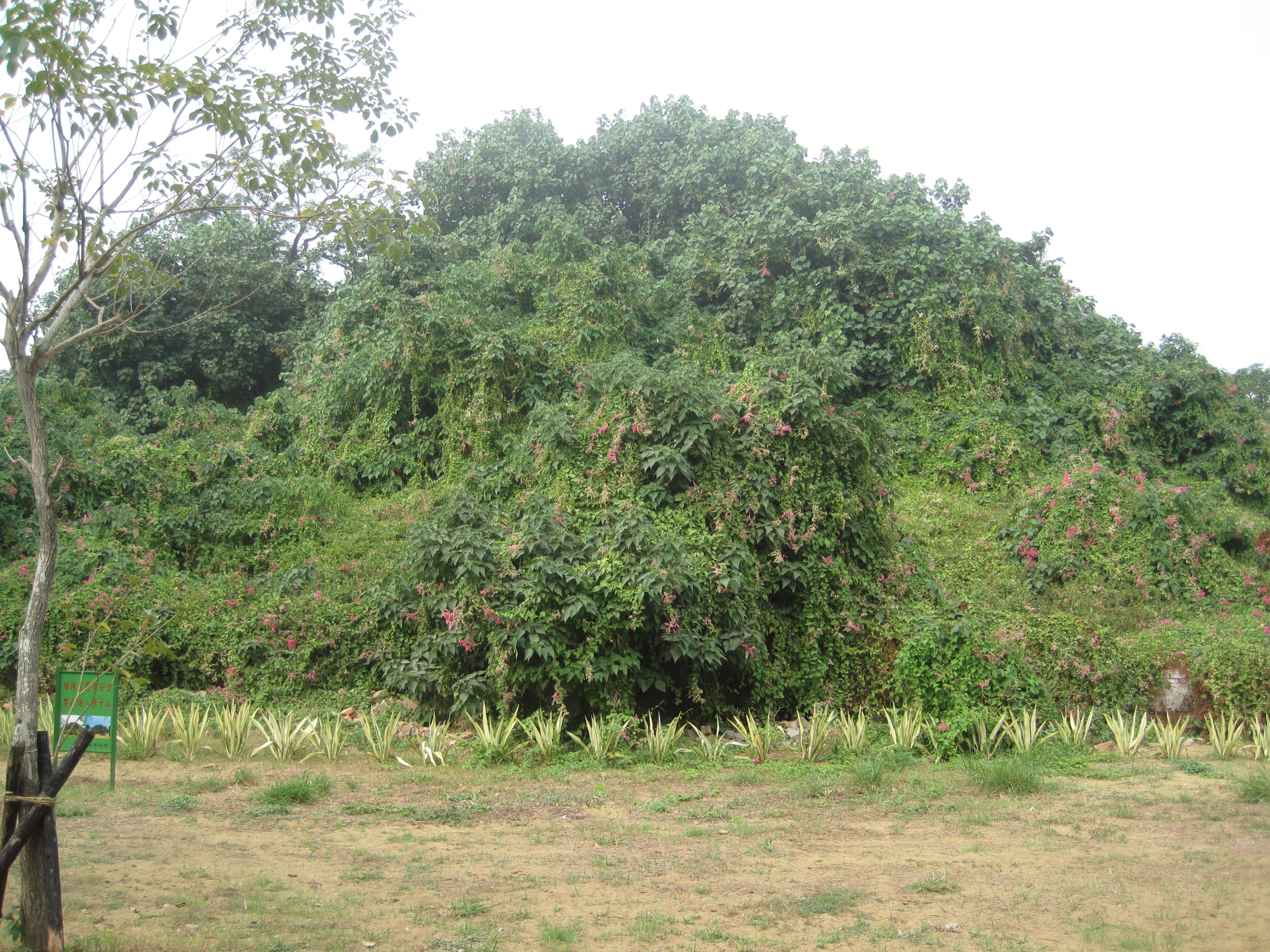
桂子山

水交社是位於臺灣臺南市南區的地名，得名自日治時期在此設立的「水交社」（日本海軍將官的親睦團體），而與「水交社」一同設立的還有海軍航空隊宿舍，水交社地名主要指的即宿舍區一帶。二次大戰後，日本海軍臺南航空隊宿舍被中華民國空軍接收成為眷村，但仍沿用水交社作為地名，1968年為紀念周志開而改稱「空軍志開新村」，但通用俗稱仍為「水交社」。該地宿舍群於2004年指定為市定古蹟。

## 歷史
水交社一地在地理上屬於櫻丘沙丘群，位於臺灣府城大南門外的桶盤淺地區，境內的桂子山舊稱「魁斗山」，原有三峰，形似筆架，故又稱為「筆架山」，堪輿家稱其為「學宮拱案」，後來因桶盤淺一帶亦是墓葬區，又稱「鬼仔山」，基於避諱與討吉利等因素，又取諧音稱作「桂子山」、「貴子山」，目前的桂子山僅是過去最西邊的一峰，另二峰因都市發展已被剷平。而自荷治時期桶盤淺一帶已出現墳墓，後來墓葬區逐漸擴大，清朝時並設有五妃廟與南壇義塚，於19世紀末葉進行最後一次擴張，後來演變成南區的南山公墓。水交社亦是桶盤淺墓葬區的一部分，在水交社眷村宿舍拆除、整地期間的2009年1月時，即於興中街116巷挖出60幾具石棺，呈東西向埋葬，面向墓主原鄉福建。

### 日治時期
日治時期，此地屬桶盤棧大字。昭和十二年（1937年），隨著臺南市都市擴張，原預定在此設立汐見町，並已廣為地方使用。但因不久即後日本戰敗，終未實現。
日治時期的昭和十五年（1940年），原為民用的臺南飛行場（今臺南機場）轉為軍用，隔年（1941年）10月1日隸屬日本海軍第11航空隊23戰隊的「臺南航空隊」成立，次年（1942年）3月改隸第11航空隊25戰隊。而在此一時期，原先日本海軍在軍用臺南飛行場設有「水交社」，在整平機場北邊的桂子山墳墓區興建眷屬宿舍後，亦將水交社遷到宿舍區，成為水交社地名的由來。

### 戰後至今
第二次世界大戰結束後，臺南飛行場與水交社日軍宿舍由中華民國空軍第30地勤中隊所接收，宿舍區在修復後仍供軍眷居住。後來因為空軍供應司令部從上海遷到臺南與空軍一大隊於民國四十二年初（1953年初）從臺中水湳機場遷到臺南，使得水交社眷舍很快便飽和。此時水交社眷舍區可分成「鹽埕」與「荔宅」兩部分，供空軍供應總司令部、空軍一聯隊、七供處、補給總處、維修廠、空軍一大隊、207供應大隊等單位使用，而由於眷舍不敷使用，遂在桂子山山腳加蓋房舍，使「水交社」的範圍擴大。水交社後來劃分成興中里與荔宅里，興中里的眷舍大多仍保有日治時期的外貌。民國五十七年（1968年），因二次大戰期間陣亡殉國的中華民國飛行員周志開之母周王倩綺住在水交社，該眷村遂改稱為「志開新村」，但水交社一名依舊廣為使用。
後來由於眷村改建，水交社眷村居民在2005年左右已經全數遷出，除部分保留下來的建築之外，其他的房舍已拆除整理成重劃區。

## 明清時期墓葬群
2009年台南市政府於辦理水交社眷村重劃開發案時，意外發掘出明末清初古墓群，依掘出之文物及墓塚研判，屬十八世紀、明末至清初年代。墓葬集中位於興中街116巷以北街廓，面積約5400平方公尺，墓槨幾乎盡為三合土澆漿外，屬明、清時期典型古代墓葬構築技法。考古執行團隊由國立臺南藝術大學藝術史學系助理教授盧泰康、藝術史學系副教授李匡悌主持，出土文物包含陶瓷（帶銘款宜興紫砂壺等）、金屬髮冠（明代風格）、清初吳三桂世銅錢等，為臺灣第一次發現大規模明清墓葬文物，文化、歷史與學術價值極高。

## 水交社眷村
水交社眷村以民主、代議政治作為主要治理方式。其內部行政組織採行雙軌制，分別為自治會及社區發展協會。其中自治會為軍政體制，而社區發展協會屬於地方政府體制。
水交社的眷村景觀在2004年6月3日以「原水交社宿舍群暨文化景觀」的名義列為臺南市市定古蹟，但2005年因為眷村改建，居民全數撤出，2007年起先後由國防部軍備局、空軍防砲第953旅將眷村以綠色鐵皮圍籬圍起進行拆除工作，2009年大部分的眷舍皆已被拆毀，僅有部分保留下來，成立水交社文化園區。園區內的水交社公園（公61）第一期工程於2013年10月10日完工，園區於2019年12月25日開放。園區內的桂子山（海拔29米）是省轄市時代的臺南市最高處，由於整座山雜草叢生，因此於2023年2月展開整建工程，2025年1月開放。